# بييرلويجي ماجرى
خطأ لوا في mw.text.lua على السطر 25: bad argument #1 to 'match' (string expected, got nil).
بييرلويجي ماجرى (بالإيطالية: Pierluigi Magri)‏ هو لاعب كرة قدم إيطالي في مركز الوسط، ولد في 14 مارس 1940 في بريشا في إيطاليا. لعب مع نادي ألساندريا ونادي بريشيا ونادي فاريسي ونادي ليتشي.